# پایگاه آب‌نشین التن بی
پایگاه آب‌نشین التن بی (به انگلیسی: Alton Bay Seaplane Base) یک فرودگاه همگانی بهره‌برداری هوایی است که یک باند فرود آب دارد و طول باند آن ۷۹۲ متر است. این فرودگاه در کشور ایالات متحده آمریکا قرار دارد و در ارتفاع ۱۵۴ متری از سطح دریا واقع شده‌است.